# Cyrille Grimpret
Cyrille Marie Grimpret, né en 1876 dans le Nord et mort en 1967, est un ingénieur du Corps des Ponts et Chaussées, directeur de l'Institut industriel du Nord (École centrale de Lille), puis acteur ministériel de la nationalisation des chemins de fer français.

## Biographie
Affecté comme ingénieur des ponts et chaussées à Lille, il devient sous-directeur en 1912 puis directeur de l'Institut industriel du Nord (École centrale de Lille) de 1918 à 1928.
Il est nommé chef de service de la voirie au ministère des travaux publics en 1928, puis conseiller d'État et directeur général des chemins de fer dans ce ministère en 1929. Il est président du conseil de l'Administration des chemins de fer de l'État en 1937, puis devient président du conseil d'administration de la SNCF.